# Manja Benak
Manja Benak,  slovenska nogometašica, *7. februar 1992.
Od leta 2015 igra za LUV Graz v avstrijski ÖFB-Frauenligi. 
Je tudi članica  Slovenske ženske nogometne reprezentance.